# Posições do futsal

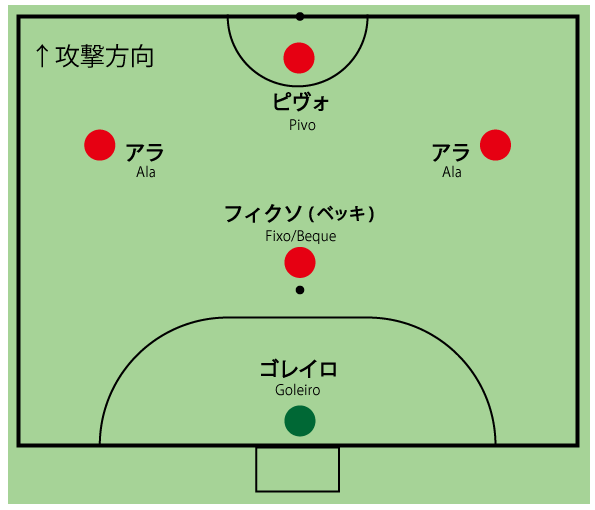
Posições do Futsal (Japonês/Português)

Esta é uma lista de posições do futsal, com uma breve explicação do que é cada posição e jogadores de destaque que atuaram em cada uma delas.

## Goleiro
O Goleiro (Espanhol: portero; italiano: portiere; inglês: goalkeeper) é a posição mais diferenciada do futsal (como em muitos outros esportes que jogam para o mesmo objetivo). O trabalho de um goleiro é principalmente defensivo: com o objetivo de proteger a meta da equipe de ser violada (para não deixar que o adversário pontue). O goleiro é a única posição definida nas Regras do Jogo. Goleiros são os únicos jogadores autorizados a tocar a bola com as mãos e os braços, porém eles estão restritos a fazê-lo apenas dentro de sua área, por esta razão, eles devem usar camisas que os distinguem dos outros jogadores de campo e o árbitro.

### Goleiros de destaque
- Luis Amado
- Jesús Clavería
- Beto
- Santiago Elias
- Sergey Zuev
- Tiago

## Fixo
O Fixo (Espanhol: cierre; italiano: difensore; inglês: defender) é um jogador de linha, cuja principal função é o de impedir a pontuação do adversário.

### Fixos de destaque
- Kike
- Orol
- Julio
- Schumacher
- Márcio
- Danilo

## Ala
O Ala (Espanhol: ala; italiano: esterno; inglês: Winger) é um jogador em constante movimento para frente e para trás utilizando as laterais da quadra (ala esquerda e ala direita), entre a defesa e o ataque. Esta posição não é tão ofensiva como o pivô, mas não tão defensiva como o fixo.

### Alas de destaque
- Falcão
- Javi Rodríguez
- Ricardinho
- Adriano Foglia
- Jackson
- Vander Iacovino
- Vinicius

## Pivô
O Pivô (Espanhol: pívot; italiano: pivot; inglês: Pivot) é o jogador mais avançado em campo (semelhante ao Centroavante no futebol).

### Pivôs de destaque
- Fabrizio Amoroso
- Konstantin Yeryomenko
- Paulo Roberto
- Manoel Tobias
- Ramón Carosini
- Carlos Alberto
- Douglas Pierrotti
- Lenísio

## Universal
Alguns jogadores são capazes de jogar em qualquer posição da quadra de futsal.